# Simón Bolívar (métro de Santiago)
Simón Bolívar est une station de la ligne 4 du métro de Santiago. Elle est située sur la limite entre les  communes La Reina et Ñuñoa, de la conurbation de Santiago, capitale du Chili.

## Situation sur le réseau

Plan du métro.

Établie en souterrain, Simón Bolívar est une station de passage de la ligne 1 du métro de Santiago. Elle est située entre la station Príncipe de Gales, en direction du terminus nord Tobalaba, et la station Plaza Egaña, en direction du terminus sud Los Plaza de Puente Alto.
Elle dispose des deux voies de la ligne encadrées par deux quais latéraux.

## Histoire
La station Simón Bolívar est mise en service le 30 novembre 2005, lors de l'ouverture à l'exploitation de la section de 7,7 km, de Tobalaba à Grecia. Elle est nommée en référence à l'avenue éponyme qu'elle dessert. Celle-ci doit son nom à Simón Bolívar (1783-1830), général et homme politique, figure emblématique de l'émancipation des colonies espagnoles en Amérique du Sud.

## Services aux voyageurs

### Desserte
Simón Bolívar est desservie par les rames qui circulent sur la ligne 4 du métro.